# Cetaganda
Cetaganda je znanstveno fantastična priča koju je napisala Lois McMaster Bujold.
Radnja se odvija na matičnom planetu Cetagandanskog carstva. Miles je ovdje uronjen u specifičnu kulturu, a dosljedan sebi vrlo brzo se upliće u cetagandansku unutarnju politiku.
Knjiga je izdana 1995. godine. 

## Radnja priče
Miles i njegov rođak Ivan su poslani na matični planet Cetagandanskog Carstva kao barrayarski carski izaslanici, da prisustvuju pokopu carice majke. S nenadanim ubojstvom Ba sluge, oni ubrzo bivaju upleteni u borbu za prevlast oko moći.
Miles i Ivan se susreću s neobičnom slojevitom kulturom Cetagandanaca. Snobovskoj Haut klasi i nižoj Ghem klasi koja sve što radi, radi da bi zadivila više plemstvo. Društvo čiji muškarci šaraju svoja lica specifičnim složenim uzorcima šara i čije najviše dvorske dame svugdje šeću u neprovidnim lebdećim loptama. Sklapa neuobičajeni savez s ghem-pukovnikom Dagom Beninom, članom vojničke kaste. Rješava tajnu tko stoji iza ubojstva i sprječava raspadanje Cetagandanskog Carstva za što Benin ostvaruje zasluženo promaknuće. Sam Miles, na svoje veliko razočaranje, dobiva najveće cetagandansko odličje "Orden časti". Kao dodatno priznanje za Milesov trud, zamoljen je da svoj genetski materijal pridoda u Cetagandansku genetsku bazu podataka (priželjkivana i rijetka čast za bilo kojeg ghem plemića, a još rjeđa za potpunog stranca). Također je načuo tragove o Cetagandanskim genetskim eksperimentima, što je predmet krađe opisane u noveli Ethan od Athosa.